# Ein Fall für Titus Bunge
Ein Fall für Titus Bunge è una serie televisiva tedesca occidentale, ideata da Mischa Mleinek e Michael Mansfeld e prodotta nel 1967 da Studio Hamburg Atelierbetriebsgesellschaft per la ZDF. Protagonisti della serie sono Ralf Wolter (nel ruolo di Titus Bunge) e Ruth Maria Kubitschek.
La serie si compone di una sola stagione, per un totale di 13 episodi, della durata di 25 minuti ciascuno.  Il primo episodio, intitolato Onkel Tims Vermächtnis, venne trasmesso in prima visione il 2 agosto 1967; l'ultimo, intitolato Lucy dreht ein Ding, andò in onda in prima visione il 25 ottobre 1967.

## Trama
Titus Bunge eredita dallo zio Tim un'agenzia di investigazioni private. A coadiuvarlo nel suo lavoro è la segretaria Lucy Vogel.

## Personaggi e interpreti
- Titus Bunge, interpretato da Ralf Wolter
- Lucy Vogel, interpretata da Ruth-Maria Kubitschek: è la segretaria di Bunge.[2][3][5]

### Guest-star
Tra le varie guest-star apparse nella serie, figurano, tra gli altri, Balduin Baas, Susanne Beck, Heini Göbel, Ursula Grabley, ecc.

## Produzione
Le riprese della serie iniziarono il 15 gennaio 1967.
Per poter interpretare il ruolo di Lucy Vogel, l'attrice Ruth-Maria Kubitschek dovette prendere lezioni extra di guida.

## Episodi
| Stagione       | Puntate | Prima TV Germania | Prima TV Italia |
| -------------- | ------- | ----------------- | --------------- |
| Prima stagione | 13      | 1967              | inedita         |

## Premi e nomination
- 1968: Nomination al premio Bambi come miglior attrice a Ruth-Maria Kubitschek